# Suzuri-bako

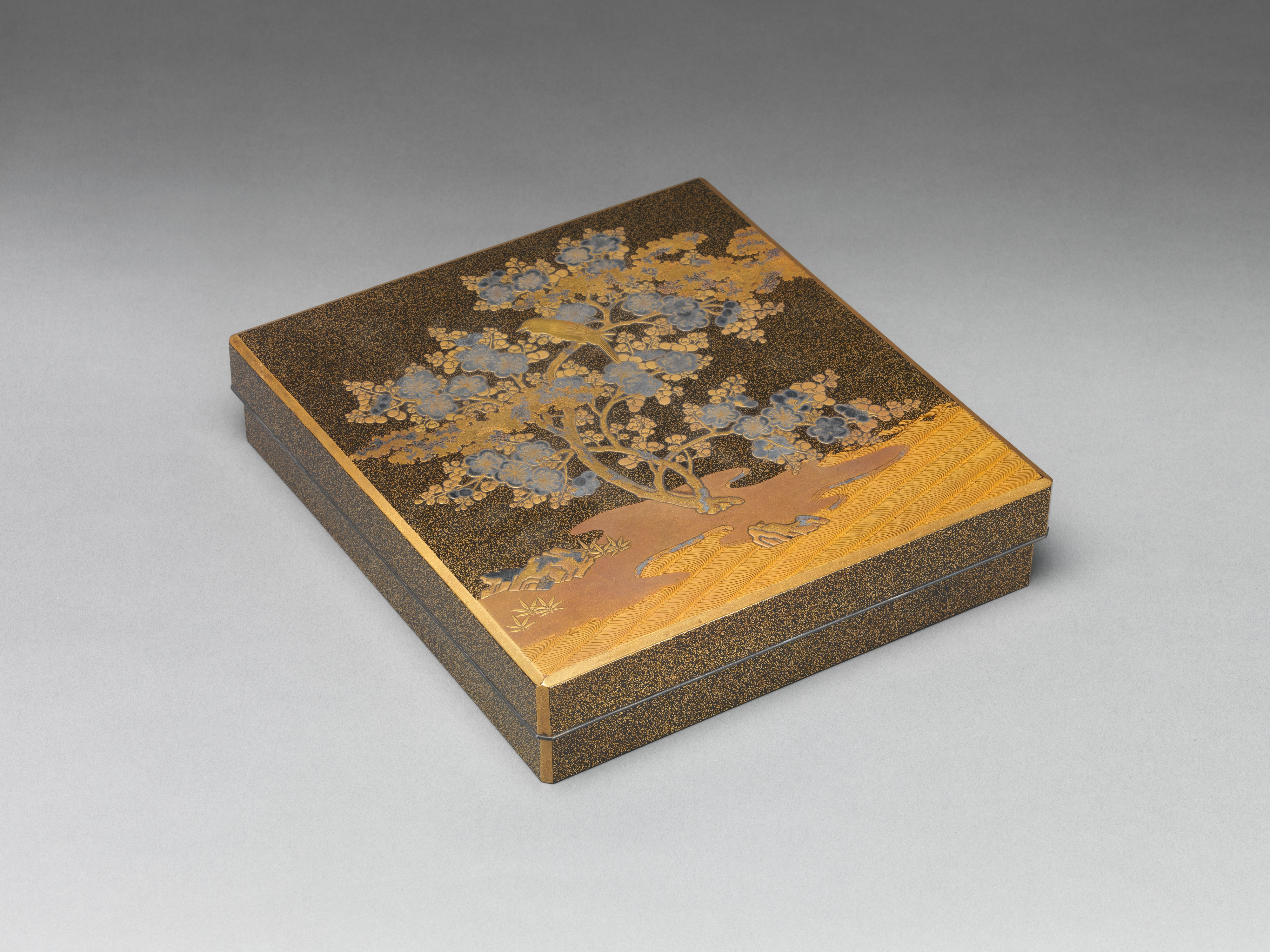
Een 18e-eeuwse suzuri-bako gemaakt van hout, gelakt met goud en zilver (Metropolitan Museum of Art).

Suzuri-bako (Japans: 硯箱) is een Japanse schrijfdoos. De dozen werden traditioneel gemaakt in Japans lakwerk. Historisch worden de schrijfdozen geassocieerd met kalligrafie omdat ze gemaakt werden om schrijfmateriaal van hoge kwaliteit zoals de inktsteen (suzuri) te bewaren.

## Geschiedenis
De eerste Suzuri-bako werden gemaakt in Japan in de 9e eeuw. In die tijden maakte kalligrafie deel uit van de Japanse gemeenschap en omdat de schrijvers werk van hoge kwaliteit zouden kunnen afleveren, was precisiemateriaal nodig. Het belangrijkste gereedschap was de inktsteen maar de doos bevatte meestal ook een inktstaaf, een waterdruppelaar en een klein mes. De schrijfdoos was zo ontworpen dat het gereedschap van de kaligraaf mooi kon geordend en beschermd worden.
Vanwege de aard van de op hars gebaseerde lak was de inhoud van de schrijfdoos relatief veilig tegen vocht. In de vierkante of rechthoekige vakken bevonden zich een aantal verschillende laden en houders, waarvan de lay-out verschilde van periode tot periode. De eerste dozen waren groot genoeg om zowel de werktuigen als het papier van de schrijver te bevatten, terwijl in een latere periode de dozen alleen voor het schrijfgereedschap bestemd waren. Een tweede type doos, de ryōshibako, werd in latere perioden gebruikt om voltooide papieren te bewaren.
De Suzuri-Bako werd steeds uitgebreider bewerkt in Japan door meerdere periodes heen. Terwijl dozen uit de vroege periode vaak werden gedecoreerd met effen rode lak, waren de modernere dozen op allerlei manieren gedecoreerd. Vanaf de Muromachiperiode zijn veel schrijfdozen versierd met afbeeldingen uit de grote literaire werken van Japan. De Kōdai-ji-tempel in Kioto wordt in verband gebracht met een stijl van Suzuri-bako-decoratie met asymmetrische patronen en herfstgrassen. Qua lakwerk waren zwart, bruin en goud de meest voorkomende kleuren in de modernere Suzuri-bako. Tijdens de Edoperiode omvatten veel bruidsschatten een Suzuri-bako. De vooruitgang in technologie en productieprocessen tijdens de Meijiperiode resulteerde in de ontwikkeling van een aantal nieuwe doosvormen en -afmetingen. De schrijfdozen verdwenen nagenoeg helemaal na de grootschalige vervanging van de kalligrafie, hoewel de schrijfdozen tot op heden nog in kleine aantallen worden geproduceerd.

## Fotogalerij

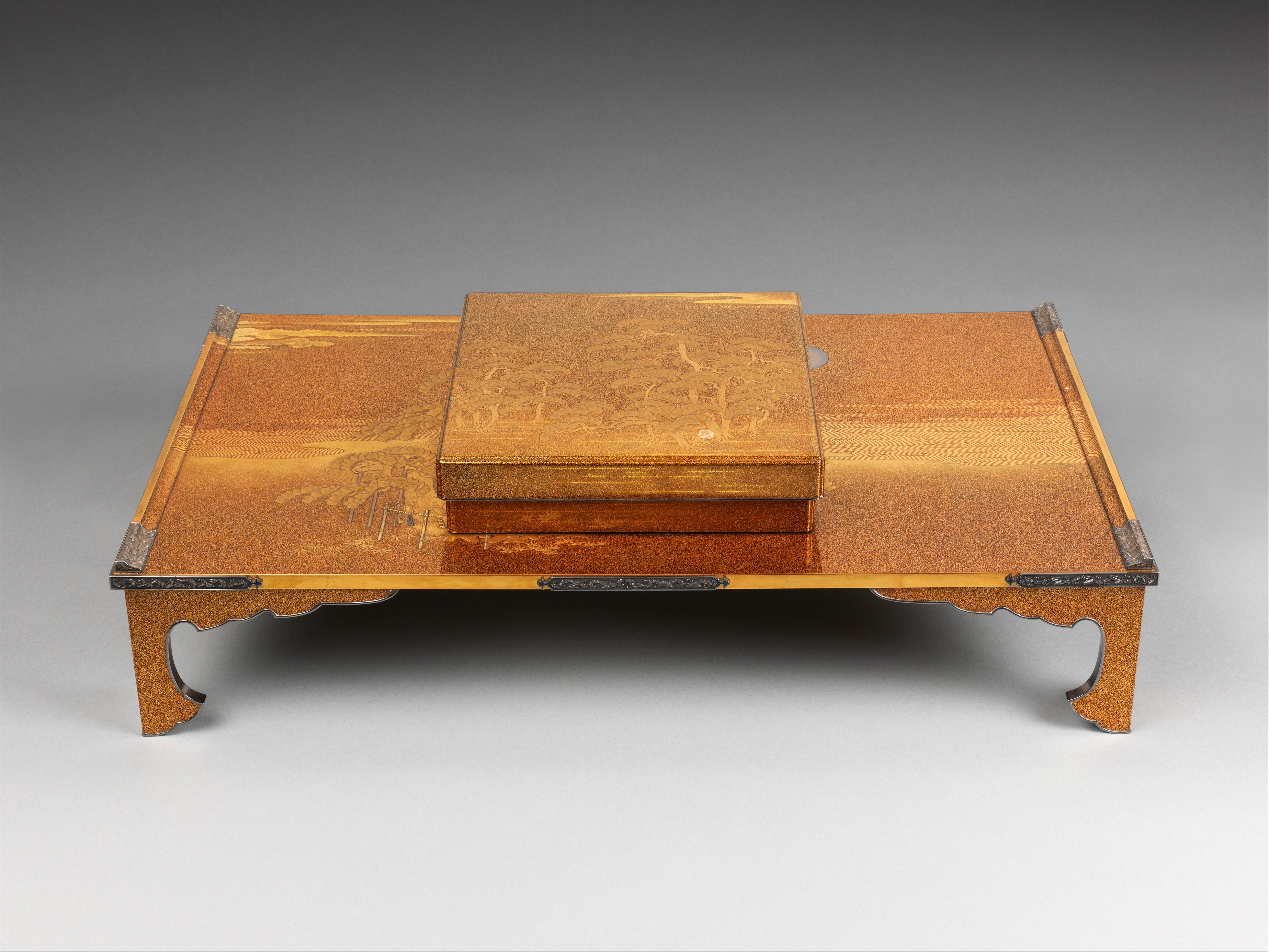
Schrijfdoos en schrijftafel, 20e eeuw (Metropolitan Museum of Art).
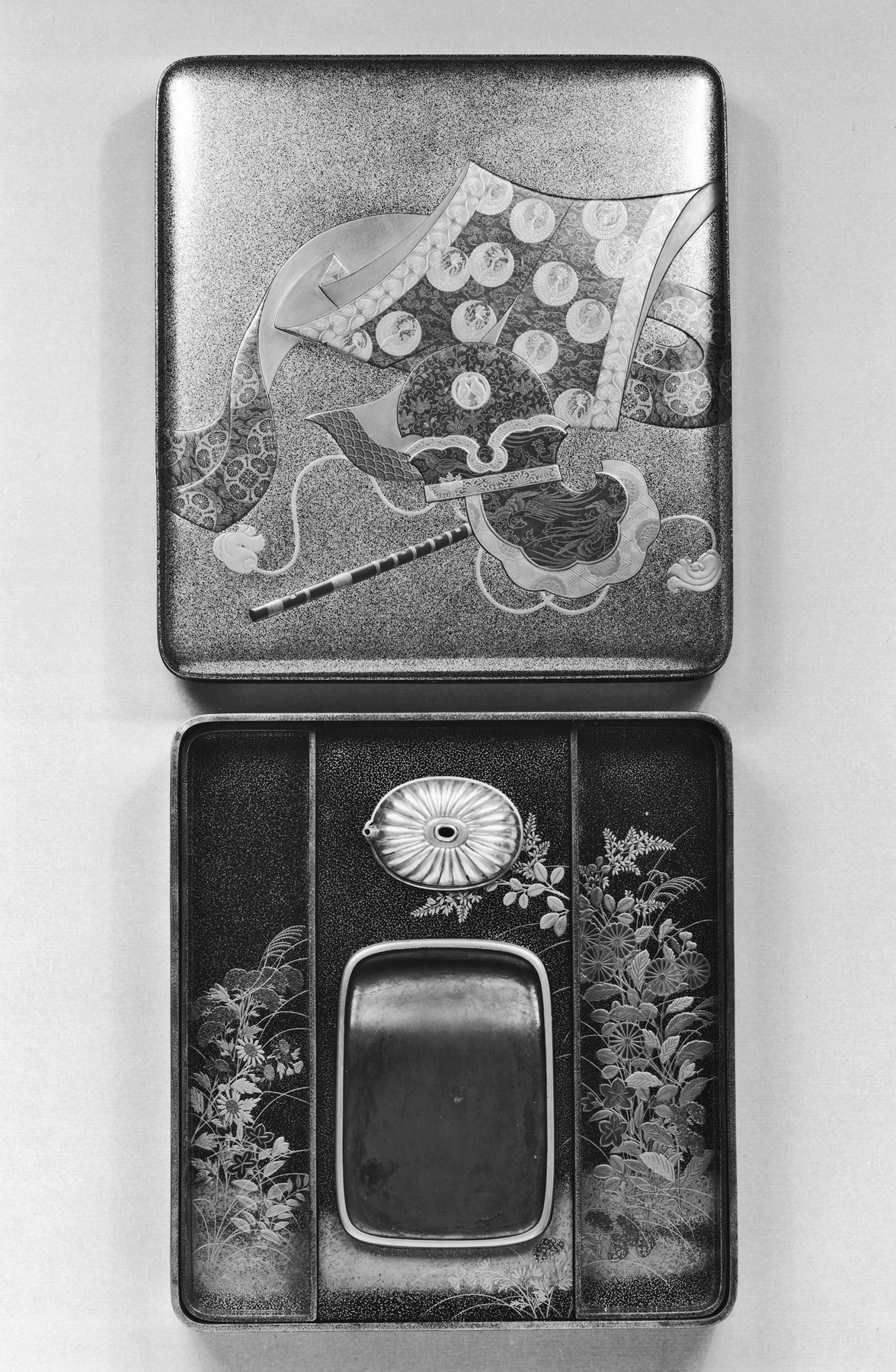
Open suzuri-bako met schrijfgerief uit de Edoperiode.
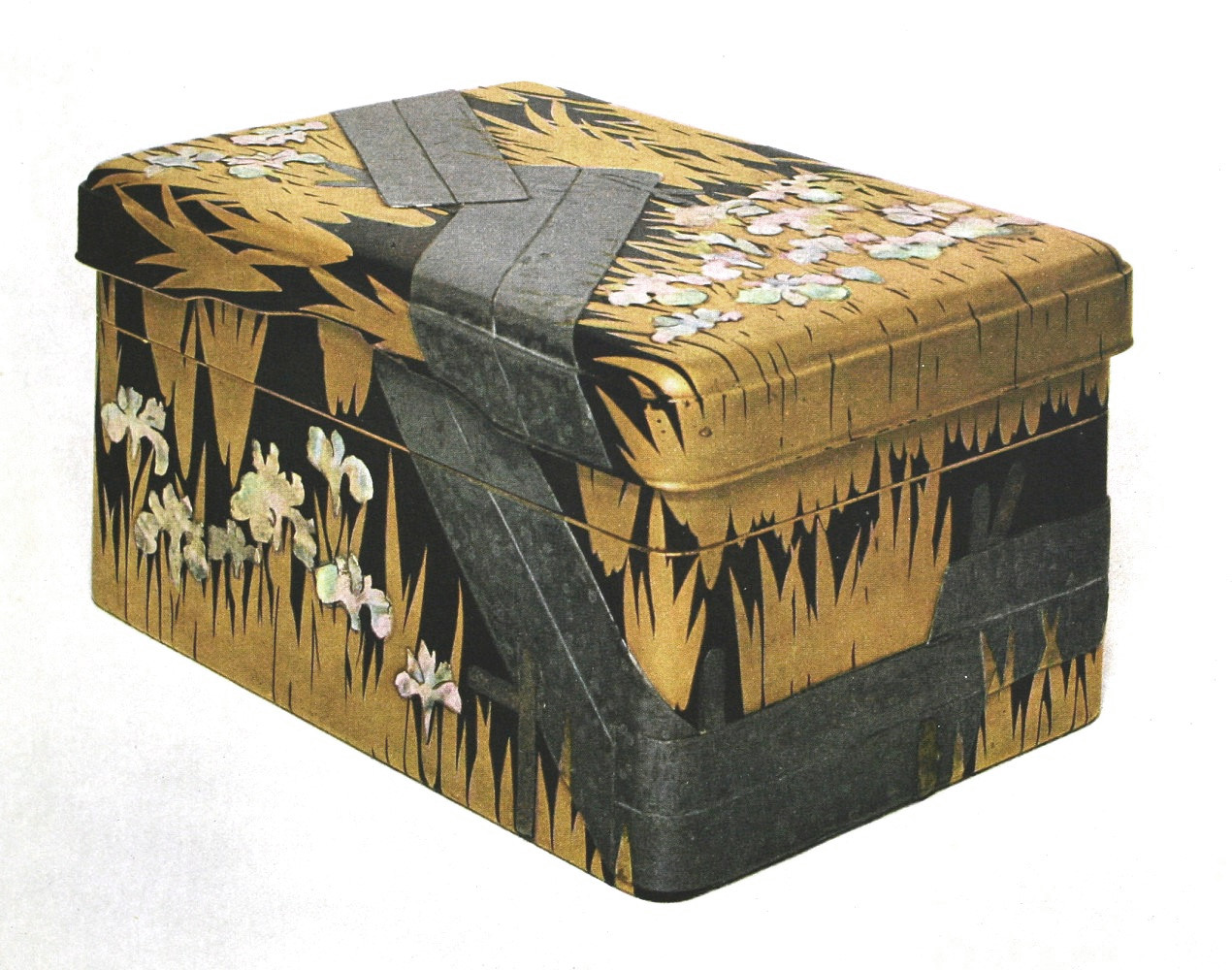
Een grotere suzuri-bako uit de Edoperiode van de beroemde Japanse kunstenaar Ogata Kōrin.
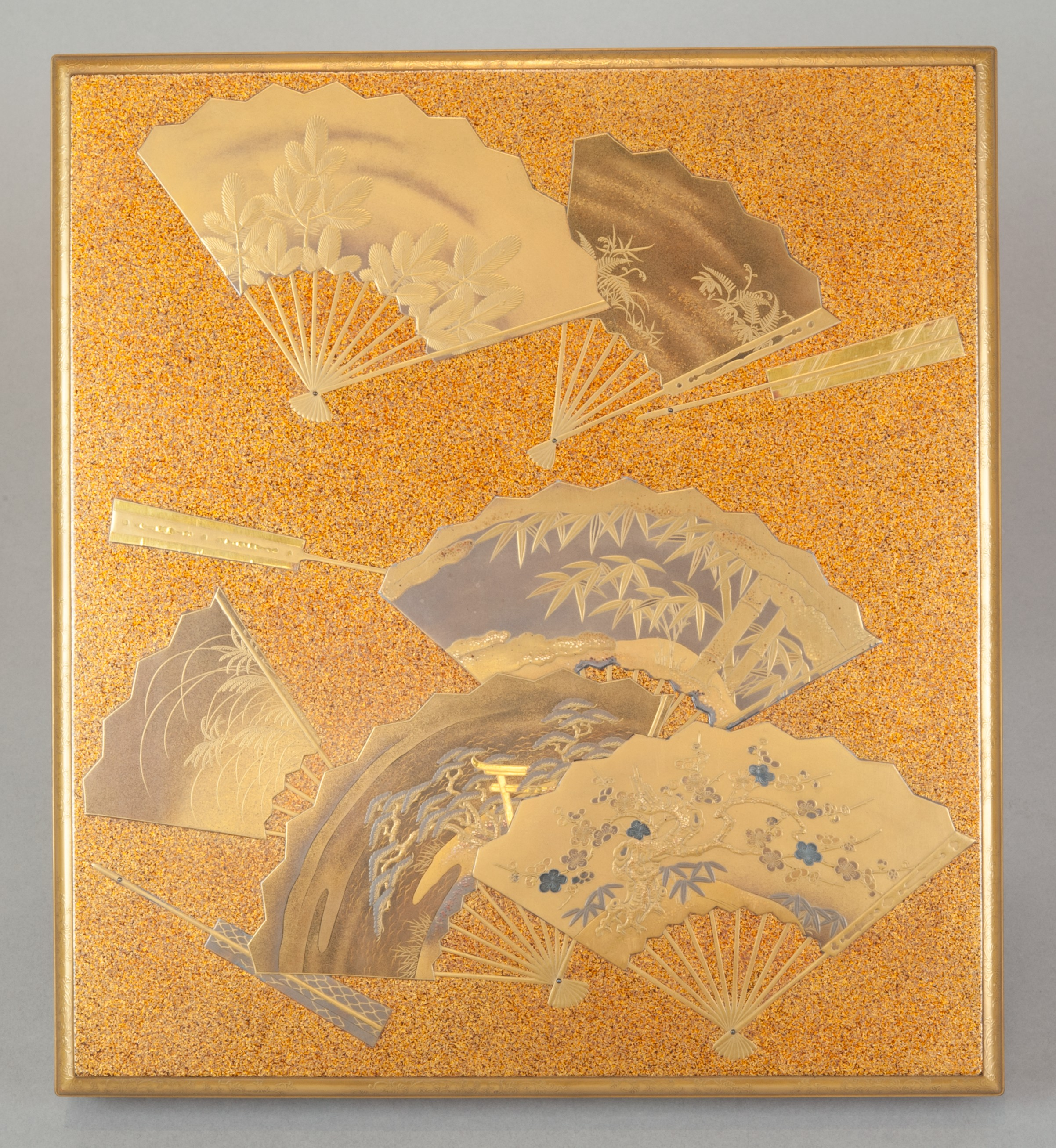
Suzuri-bako uit de 17e eeuw van hout met zilvergouden verf (Metropolitan Museum of Art).
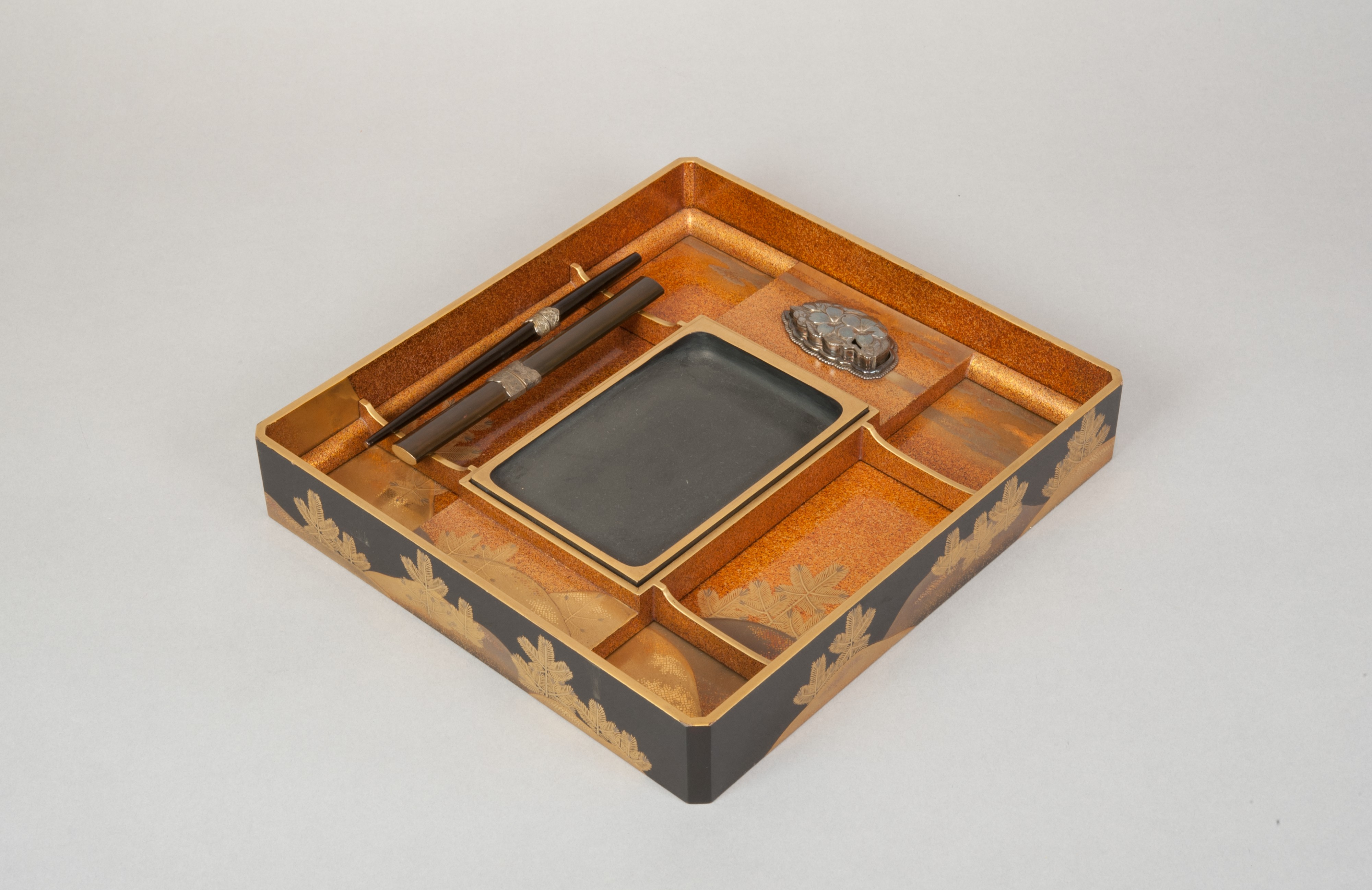
Suzuri-bako uit de 19e eeuw (Metropolitan Museum of Art).
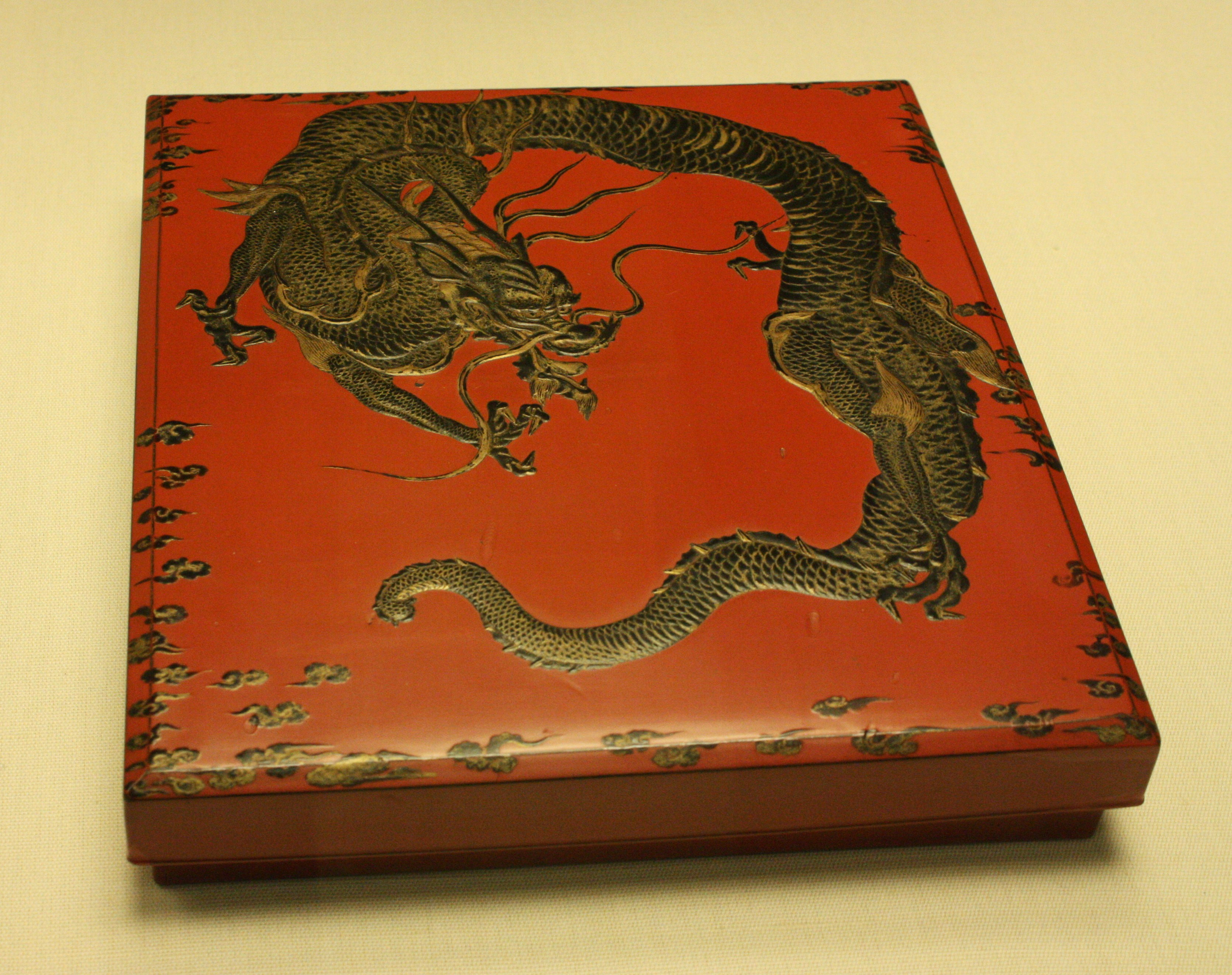
Suzuri-bako uit de 17e eeuw, beschilderd met een Japanse draak.
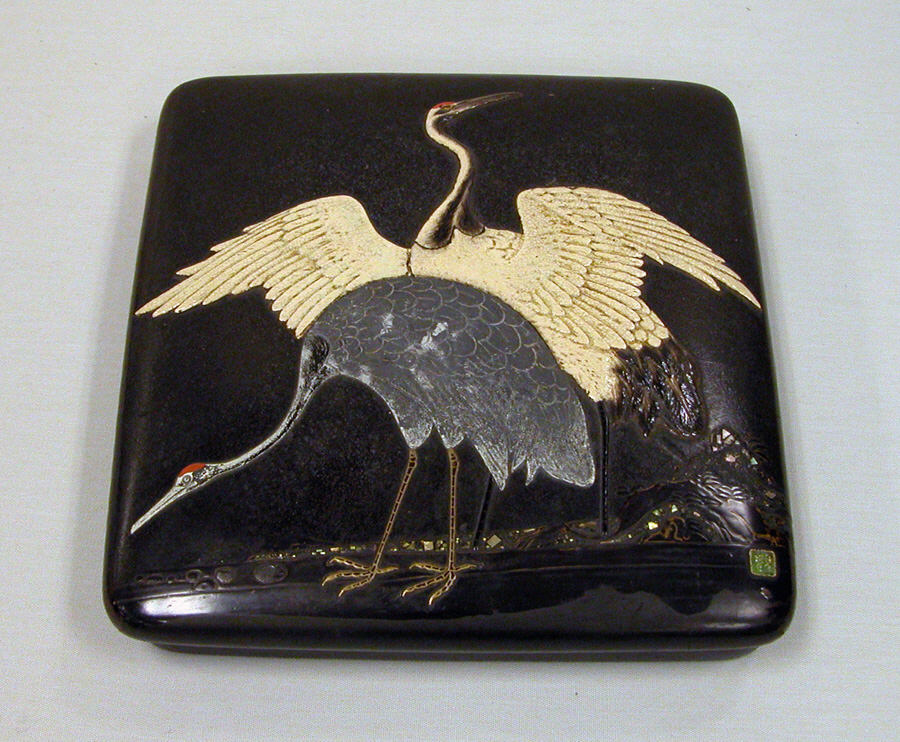
Suzuri-bako uit de 18e eeuw, beschilderd met kraanvogels (Metropolitan Museum of Art).